# Красный Луч (станция)
Красный Луч - конечная железнодорожная станция на линии Дебальцево — Заповедная Донецкой железной дороги, которая находится в городе Красный Луч Луганской области.

## История
После начала разработки месторождений каменного угля в Новопавловской волости Таганрогского округа области Войска Донского, в 1900 году от станции Штеровка к ним была проложена железнодорожная линия длиной 12,5 вёрст и построена станция Криндачёвка (получившая это наименование по фамилии местного землевладельца). Изначально станция входила в состав Екатерининской железной дороги.
В дальнейшем, примерно в 1895 году возле станции возник рабочий посёлок Криндачёвка (с 1920 года - Красный Луч).
В ходе боевых действий Великой Отечественной войны в октябре 1941 года части РККА остановили наступающие немецкие войска на реке Миус в шести километрах от города, начались оборонительные бои, которые приняли ожесточенный характер. Железнодорожная линия и находившаяся на ней станция использовались для обеспечения советских войск, неоднократно находились под обстрелами и были повреждены. 18 июня 1942 года немецкие войска оккупировали город и станцию.
1 сентября 1943 года части 51-й армии Южного фронта освободили город и началось его восстановление. После войны станция была реконструирована и расширена, здесь были установлены новая система связи, полуавтоматическая блокировка и др..
В 1966 году общая длина станционных путей составляла 180 км.
В марте 1995 года Верховная Рада Украины внесла станцию в перечень объектов, приватизация которых запрещена в связи с их общегосударственным значением.
С весны 2014 года - в составе Луганской Народной Республики. В связи с боевыми действиями транспортное сообщение прекращено.